# 北海道道592号湯里生田原停車場線

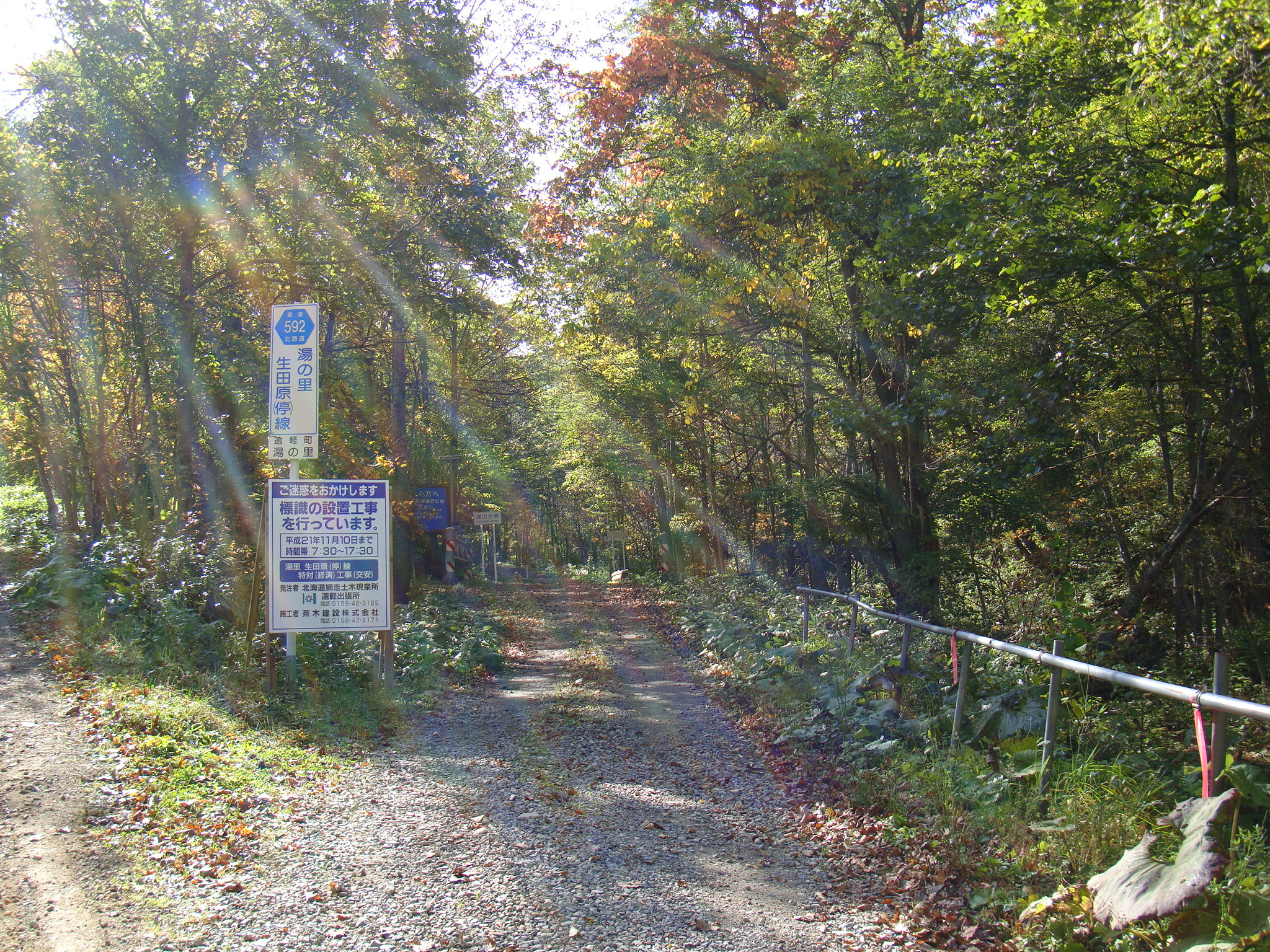
起点の様子

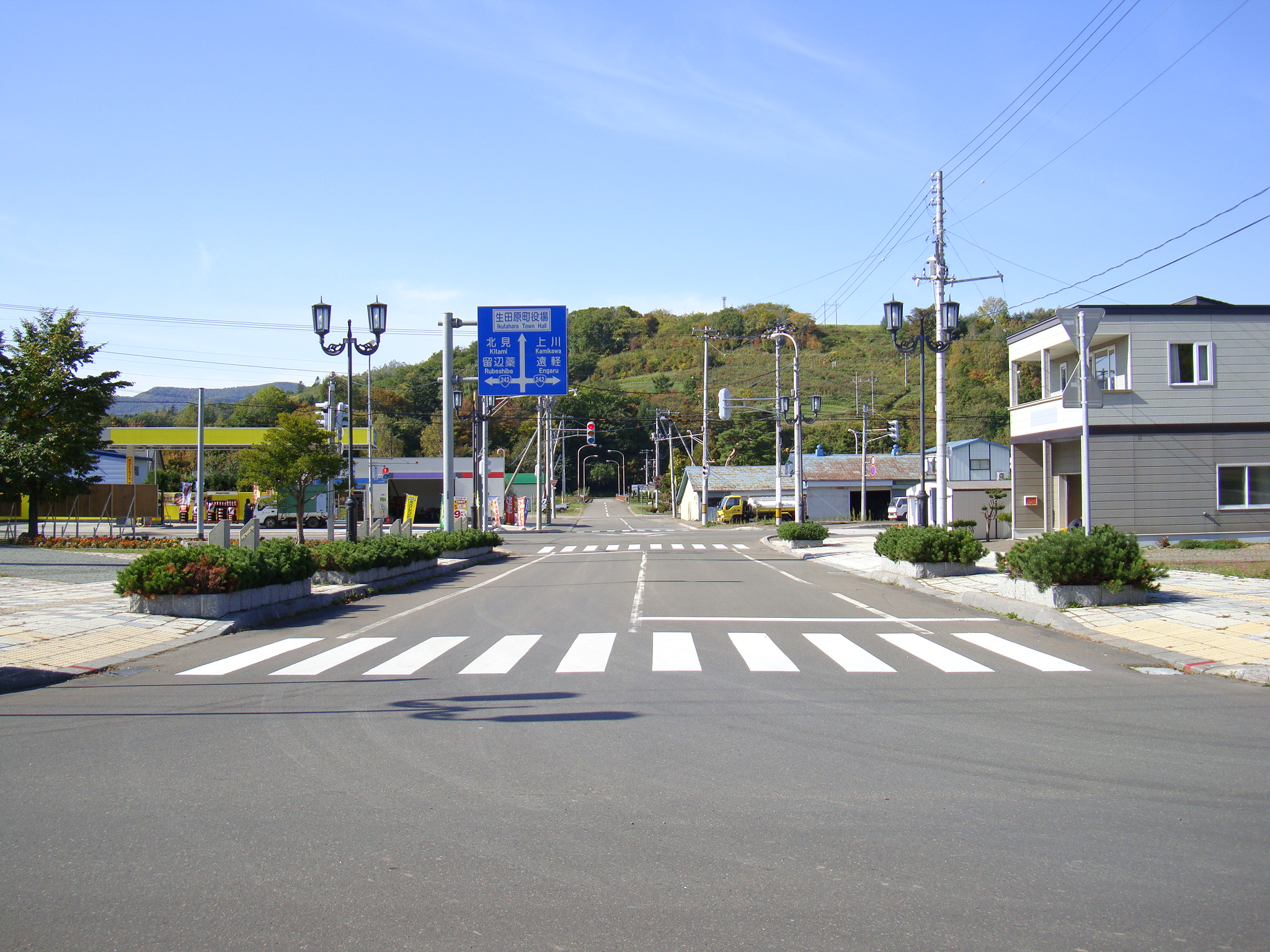
終点の様子

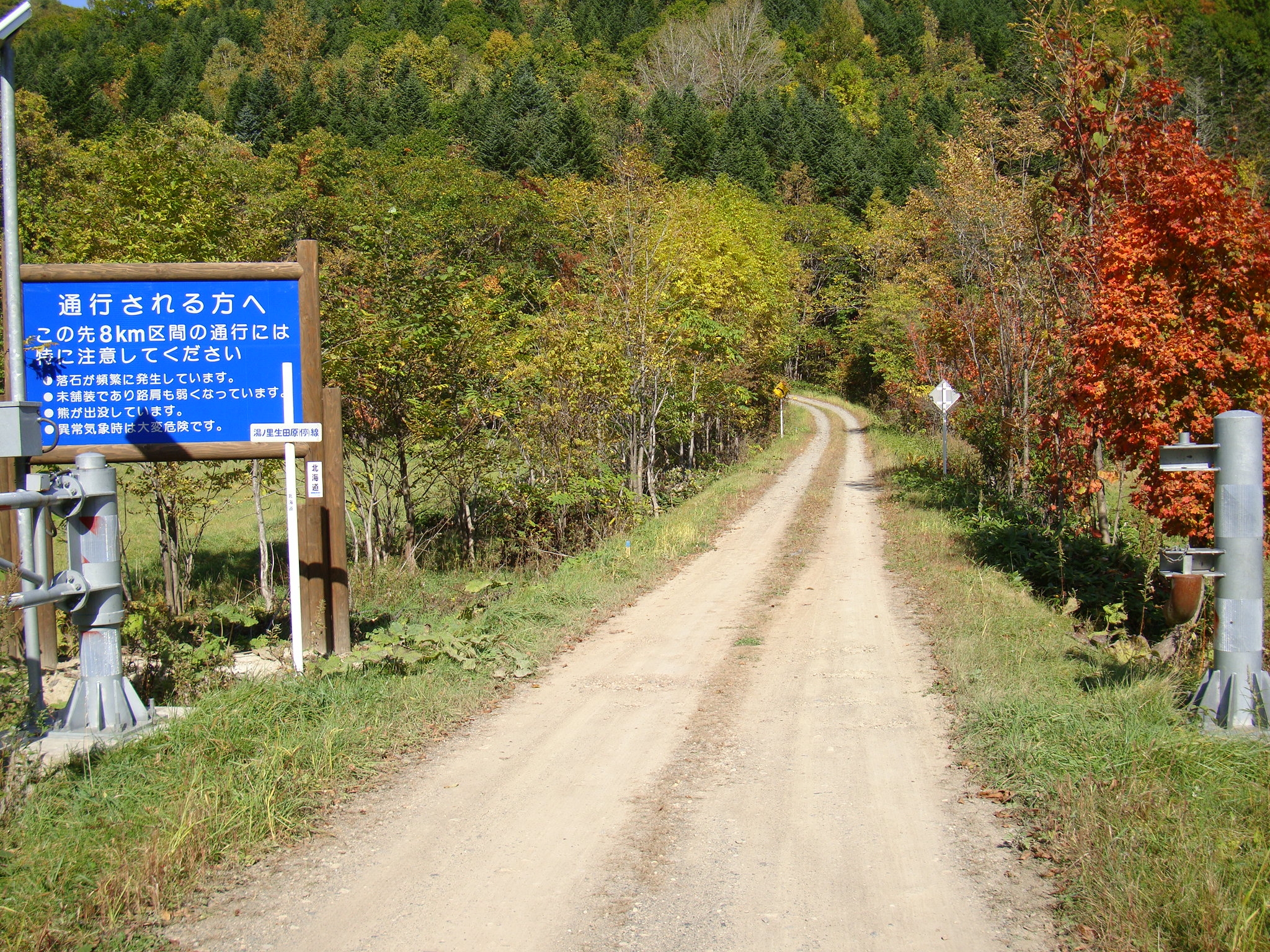
生田原岩戸までは未舗装1車線で冬季通行止

北海道道592号湯里生田原停車場線（ほっかいどうどう592ごう ゆのさといくたはらていしゃじょうせん）は、北海道紋別郡遠軽町内を結ぶ一般道道（北海道道）である。

## 概要
- 冬期通行止めの区間がある。
- 路線名は「湯里」であるが、起点地名は「湯の里」、道路標識は「湯の里」、「湯ノ里」が使われる。

### 路線データ
- 起点：北海道紋別郡遠軽町湯の里（北海道道493号奥瀬戸瀬瀬戸瀬停車場線交点）
- 終点：北海道紋別郡遠軽町生田原（JR北海道 石北本線 生田原駅）
- 路線延長：14.9 km

## 歴史
- 1967年（昭和42年）3月31日 路線認定[1]。

## 路線状況

### 重複区間
- 遠軽町生田原（ 国道242号）

### 冬季通行止区間
- 起点 - 生田原岩戸 7.9 km（11月下旬 - 5月下旬）

## 地理

### 通過する自治体
- オホーツク総合振興局
  - 紋別郡遠軽町

### 交差する道路
遠軽町
- 北海道道493号奥瀬戸瀬瀬戸瀬停車場線 - 湯の里（起点）
- 国道242号 - 生田原（重複）

### 沿線にある施設など
遠軽町
- 瀬戸瀬温泉 - 湯の里
- 遠軽町立生田原小学校 - 生田原学校通
- 遠軽信用金庫生田原支店 - 生田原253
- 生田原郵便局 - 生田原大通
- えんゆう農業協同組合生田原支所 - 生田原346-9
- JR北海道 石北本線 生田原駅 - 生田原